# Bivalgus harmandi
Bivalgus harmandi är en skalbaggsart som beskrevs av Renaud Maurice Adrien Paulian 1961. Bivalgus harmandi ingår i släktet Bivalgus och familjen Cetoniidae. Inga underarter finns listade.